# جيمس بيشوب (دبلوماسي)
جيمس بيشوب (بالإنجليزية: James Bishop)‏ هو دبلوماسي أمريكي، ولد في 21 يوليو 1938 في نيو روتشيل في الولايات المتحدة.